# Lithocarpus pycnostachys
Lithocarpus pycnostachys är en bokväxtart som beskrevs av Aimée Antoinette Camus. Lithocarpus pycnostachys ingår i släktet Lithocarpus och familjen bokväxter. Inga underarter finns listade.